# 高加索国际事务评论
《高加索國際事務评论》（Caucasian Review of International Affairs）是一份2006年起發行的學術期刊。該組織每年出版4次，內容為探索高加索國家的外交事務。現時，期刊的主編由6人組成。

## 外部連結
- 官方网站